# Holloway Jingles

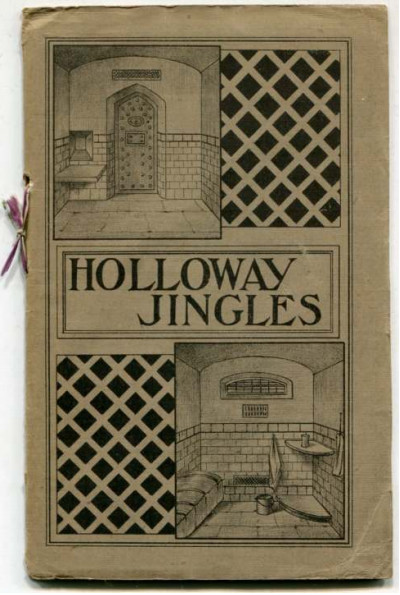
Holloway Jingles

Holloway Jingles és un recull de poemes escrits per un grup de sufragistes tancades a la presó de Holloway durant el 1912. El publicà la seu de Glasgow de la Unió Social i Política de les Dones, i el recopilà Nancy A. John. Els poemes, els tragueren de sotamà Nancy A. John i Janet Barrowman. El pròleg, el va escriure Theresa Gough.
A la portada hi ha dos dibuixos d'una cel·la nua amb un disseny de patró de verificació. La publicació fou anunciada en el diari Votes for Women.

## Poemes
- "The Women in prison" per Kathleen Emerson
- "Oh, who are these in scant array", per Kathleen Emerson
- "To a fellow prisoner" (Janie Allan), anònim, es creu que pertany a Margaret McPhun[4]
- "There was a small woman called G", anònim
- "There's a strange sort of college" per Edith Aubrey Wingrove
- "Before I came to Holloway" per Madeleine Caron Rock
- "Full tide" per A. A. Wilson
- "Who" per Kate Evans
- "The cleaners of Holloway" per Kate Evans
- "To D. R. in Holloway" per Joan Lavender Bailie Guthrie (Laura Grey). Es creu que es refereix a Dorothea Rock[1][5]
- "Holloway, 8th March" per A. Martin
- "The beech wood saunters idly to the sea" per Katherine M. Richmond
- "An end" per A. A. Wilson
- "L'Envoi" per Emily Davison
- "Newington butts were lively" per Alice Stewart Ker